# Zaunerstollen

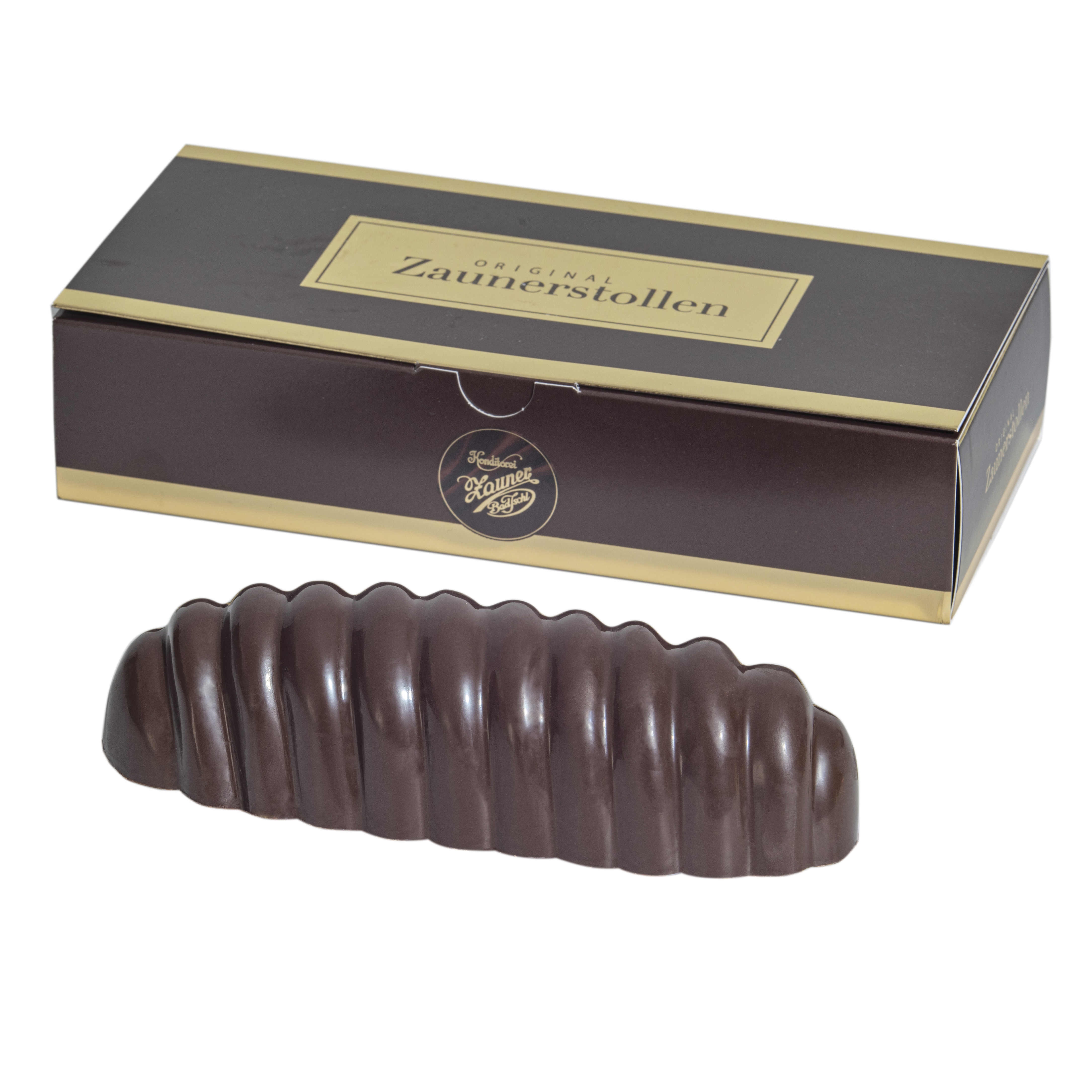
Original Zaunerstollen

Der Zaunerstollen ist eine Süßware, die Josef Nickerl (1882–1962), Pâtissier in der Konditorei Zauner in Bad Ischl, 1905 auf der Grundlage von Ischler Oblaten entwickelt hat. Der Stollen wurde zu einem Symbol für die österreichische Konditorkunst. Er besteht aus zerkleinerten Oblaten, die mit einer nougatartigen Haselnuss-Schokolade vermischt werden. Die in Form gebrachte und getrocknete Masse wird mit Schokolade überzogen und danach in Scheiben geschnitten.

## Geschichte
Die Entstehung des Stollens beruht auf einer Form der Resteverwertung: Zunächst wurden unförmige oder zerbrochene Oblaten, die in der Produktion anfielen, zu sogenanntem Nickerl-Batz, einer makronenförmigen Süßspeise für Kinder, weiterverarbeitet. Da diese sehr beliebt waren, kreierte Josef Nickerl auf Betreiben von Viktor Zauner schließlich die endgültige Form des mit Glasur überzogenen Stollens. Kommerziell wird er in drei verschiedenen Größen hergestellt, die als kleineres Dessert Verwendung finden oder in größeren Schnitten zum Kaffee gereicht werden.
Die Herstellung erfolgt nach wie vor bei der Konditorei Zauner in Bad Ischl; das genaue Rezept ist unveröffentlicht. In Kochbüchern finden sich vereinfachte Rezepturen.

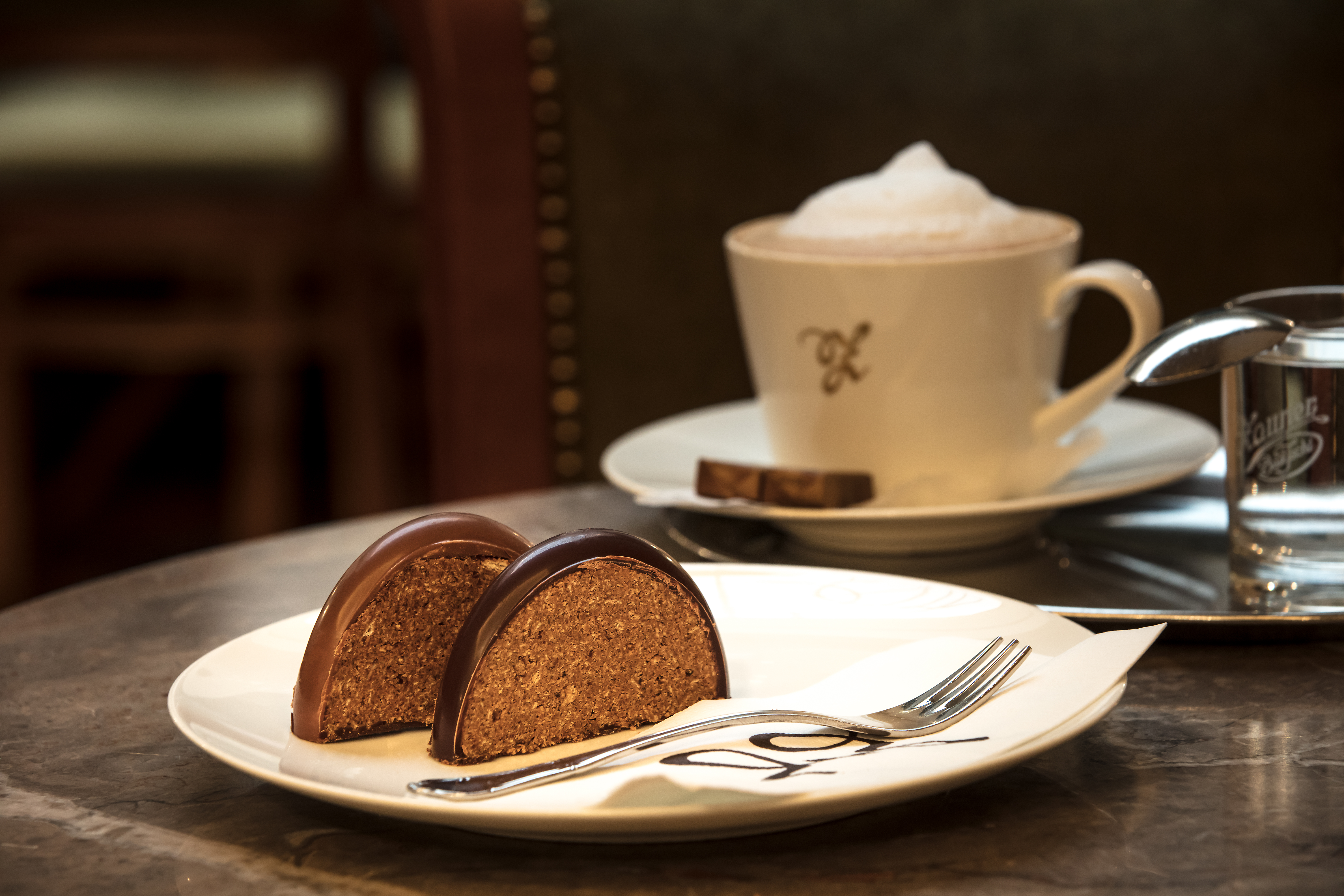
Zaunerstollen – scheibenweise serviert

## Bedeutung
Kaiser Franz Joseph I., der die Süßspeise nachweislich kostete, soll jedoch Gugelhupf vorgezogen haben. Der Zaunerstollen gilt, ebenso wie das Ischler Törtchen, als typische Süßspeise des „kaiserlichen“ Kurortes Bad Ischl und wird als solche national und international vermarktet. Otto Pächt schickte Robert Musil 1937 ein Päckchen mit einem Zaunerstollen, der auf Begeisterung stieß. Seit den 1930er Jahren ist der Schüttelreim „Isst du einen Zaunerstollen, musst du einen Stauner zollen“ überliefert, der angeblich aus dem Umkreis von Oscar Straus, Franz Lehár und Emmerich Kálmán stammt.